# Sergey Gorpishin
Sergey Gorpishin (Erlangen, 31 de agosto de 1997) es un jugador de balonmano ruso que juega de pívot en el 1. VfL Potsdam. Es internacional con la selección de balonmano de Rusia.
Su primer gran campeonato con la selección fue el Campeonato Mundial de Balonmano Masculino de 2019.

## Clubes
| Club                   | País                | Año         |
| ---------------------- | ------------------- | ----------- |
| HC Erlangen            | Alemania            | 2017 - 2018 |
| DJK Rimpar             | Alemania            | 2018        |
| HC Erlangen            | Alemania            | 2018 - 2019 |
| RK Vardar              | Macedonia del Norte | 2019 - 2020 |
| Die Eulen Ludwigshafen | Alemania            | 2020        |
| CSKA Moscú             | Rusia               | 2021 - 2022 |
| TSG Friesenheim        | Alemania            | 2022 - 2023 |
| 1. VfL Potsdam         | Alemania            | 2023 - Act. |